# Омиш
О́миш (на хърватски: Omiš, на латински Almissa) е град в Далмация в Сплитско-далматинска жупания.
Намира се между Сплит (25 км) и Макарска (30 км) до устието на река Цетина. Население 6465 ж. (2011).
През 12-13 век е владян от хърватския знатен род Качичи. В периода 15-16 век за притежанието му се борят османци и венецианци, но в крайна сметка е присъединен към венецианските владения в Адриатика – Далмация.
През 1797 г. градът заедно с останалата част от Хърватия е присъединен към Австрия.
След като Югославия се разпада през 1990 г., Омиш остава част от Хърватия.

## Забележителности
- Крепостта „Стари град“ от 15 век на високия склон над съвременния град
- Крепостта Пеовица (позната още като Мирабела) от 13 век, построена от пиратите на Омиш[3]
- Долината на река Цетина с живописния каньон